# Frankenstein (1910)

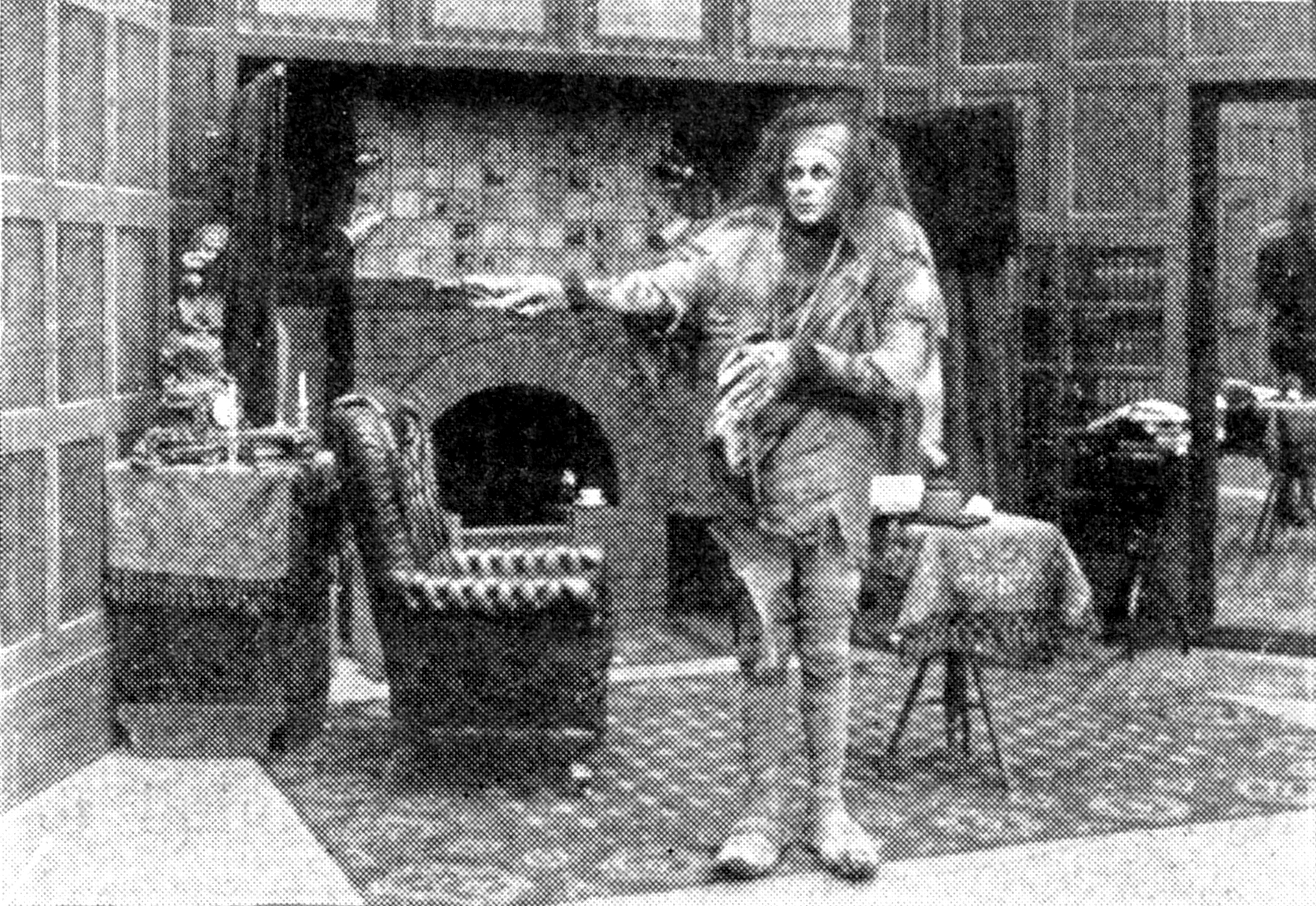
Ogle als Frankensteins Monster

Frankenstein ist ein Film der Edison Studios aus dem Jahr 1910, bei dem J. Searle Dawley Regie führte. Es war die erste filmische Adaption von Mary Shelleys Roman Frankenstein.

## Handlung
Frankenstein verlässt sein Elternhaus, um zu studieren. Zwei Jahre später, inzwischen Alchimist geworden, glaubt er, das Geheimnis des Lebens entdeckt zu haben. Seiner Verlobten offenbart er in einem Brief, dass er plant, in einem Experiment den perfekten Menschen zu kreieren und sie bei Erfolg zu heiraten. Frankenstein mischt Chemikalien, doch „das Böse in Frankensteins Geist schuf statt des perfekten Menschen ein Monster“. In einem Glutofen wird es erschaffen; es setzt sich langsam vom Skelett zur äußeren Gestalt hin zusammen. Als das Geschöpf dem Feuerkessel entsteigt, erschrickt Frankenstein bei seinem Anblick, das Monster entflieht.
Frankenstein kehrt zurück zu seinen Eltern und seiner Verlobten. Unvermittelt taucht das Monster am Abend vor Frankensteins Hochzeit in dessen Zimmer auf und redet auf ihn ein, versteckt sich jedoch vor Frankensteins Verlobter. Als das Monster zufällig sein Abbild in einem im Zimmer stehenden großen Spiegel sieht, ist es schockiert, doch wie gebannt.
Frankenstein hat geheiratet und das Monster taucht wieder in der Wohnung auf und erschreckt diesmal aus Eifersucht Frankensteins Braut. Es kommt zum Streit zwischen Frankenstein und dem Monster. Die Kraft der Liebe Frankensteins und seiner Braut durchkreuzen schließlich die Pläne des Monsters – es löst sich auf, als es erneut sein Spiegelbild erblickt, das Spiegelbild bleibt. Frankenstein betritt den Raum und sieht erst das Bild des Monsters, dann sich im Spiegel.